# Rosa acicularis
Rosa acicularis Lindl., 1820 è una pianta appartenente alla famiglia delle Rosacee.

## Descrizione

### Fusto
L'arbusto, caratterizzato dalla robustezza del suo legno, può raggiungere 1,5 m di altezza per 1 m di larghezza. Le forme, come tutte le rose selvatiche, possono essere le più svariate. Le spine sonno leggermente allungate.

### Foglie
Le foglie verdi grigiastre con belle sfumature autunnali. Lo stelo generalmente assume un colore rossastro.

### Infiorescenza
La fioritura, unica e a grappoli di 5-15 fiori, avviene anticipatamente rispetto alle specie più comuni.

### Fiore
Il fiore è rosa con il centro bianco e possibilmente delle sfumature magenta. Può raggiungere una misura di 5 cm. Il profumo leggero e dolciastro.

### Frutti
Le bacche di questa rosa sono piccole e marroni rossastre con diametro di circa 2,5 cm. Possono avere forma sferica o allungata.

## Distribuzione e habitat
Rosa acicularis è originaria delle zone fredde dell'emisfero boreale quali l'Alaska, il Canada, la Scandinavia, la Russia e il Giappone.

## Tassonomia
Esiste una sottospecie:
- Rosa acicularis subsp. sayi (Schwein.) W.H.Lewis

## Altre notizie
Dal 1987, Rosa acicularis è ritratta sulla targa automobilistica della provincia canadese dell'Alberta.

## Galleria d'immagini

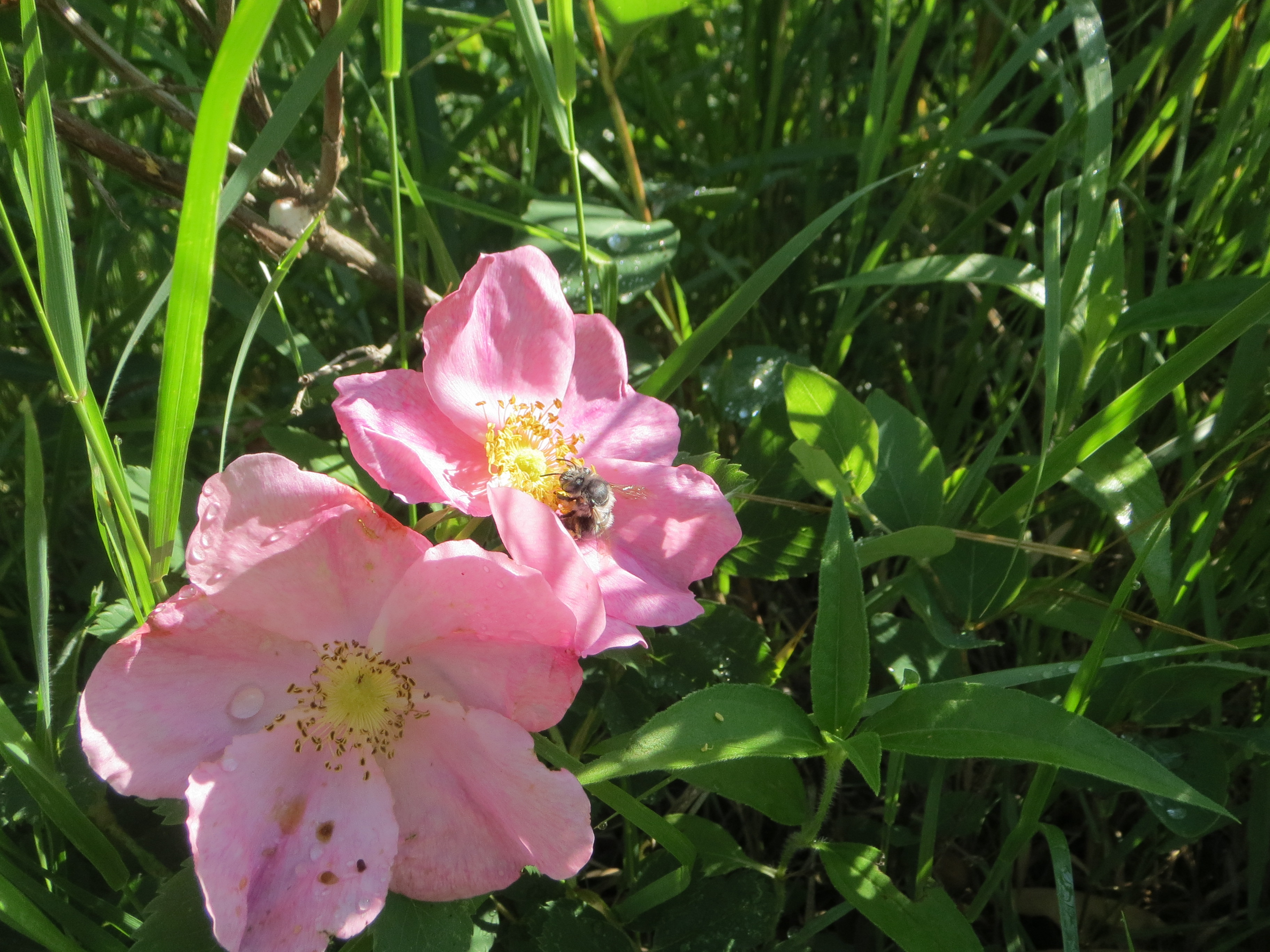
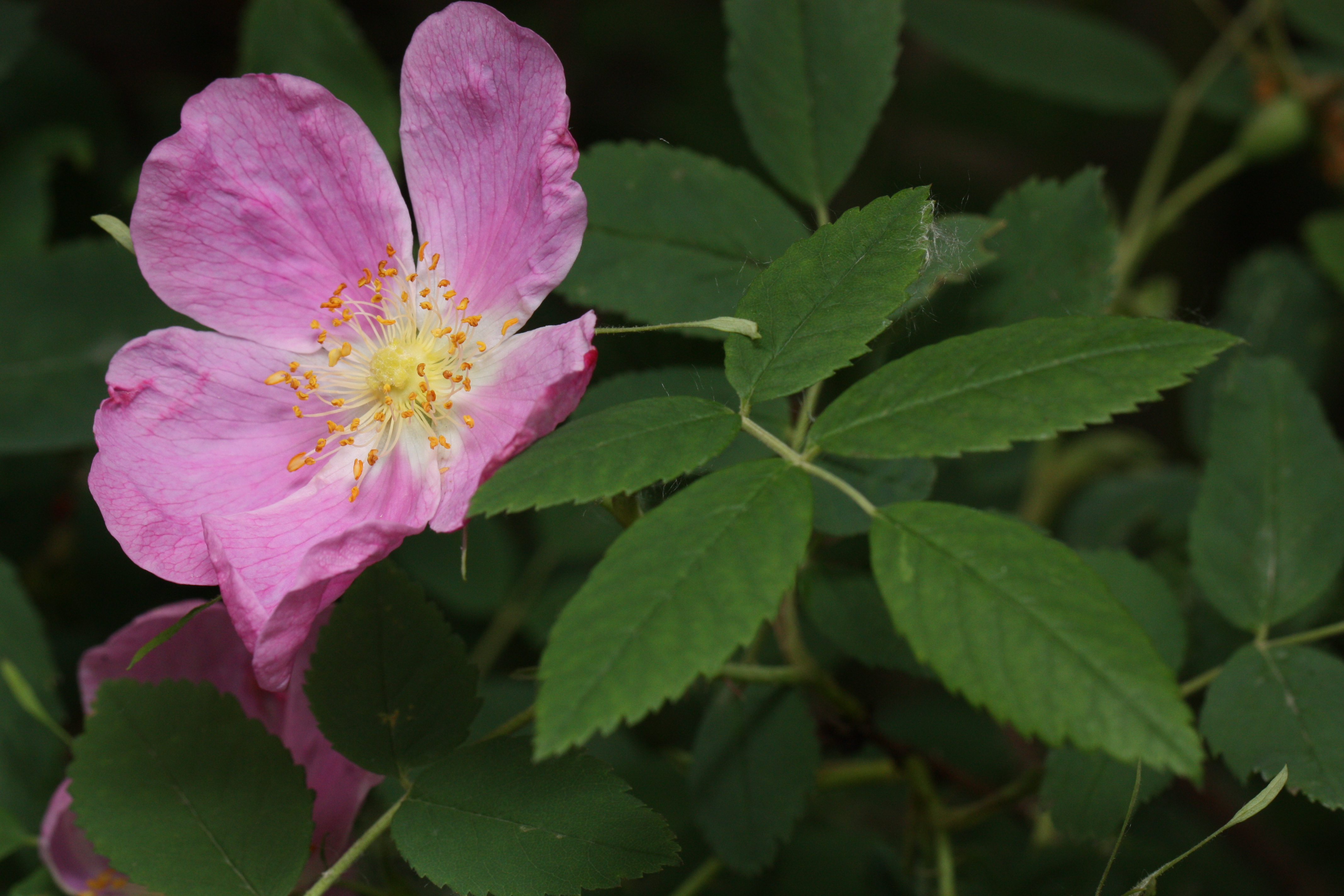
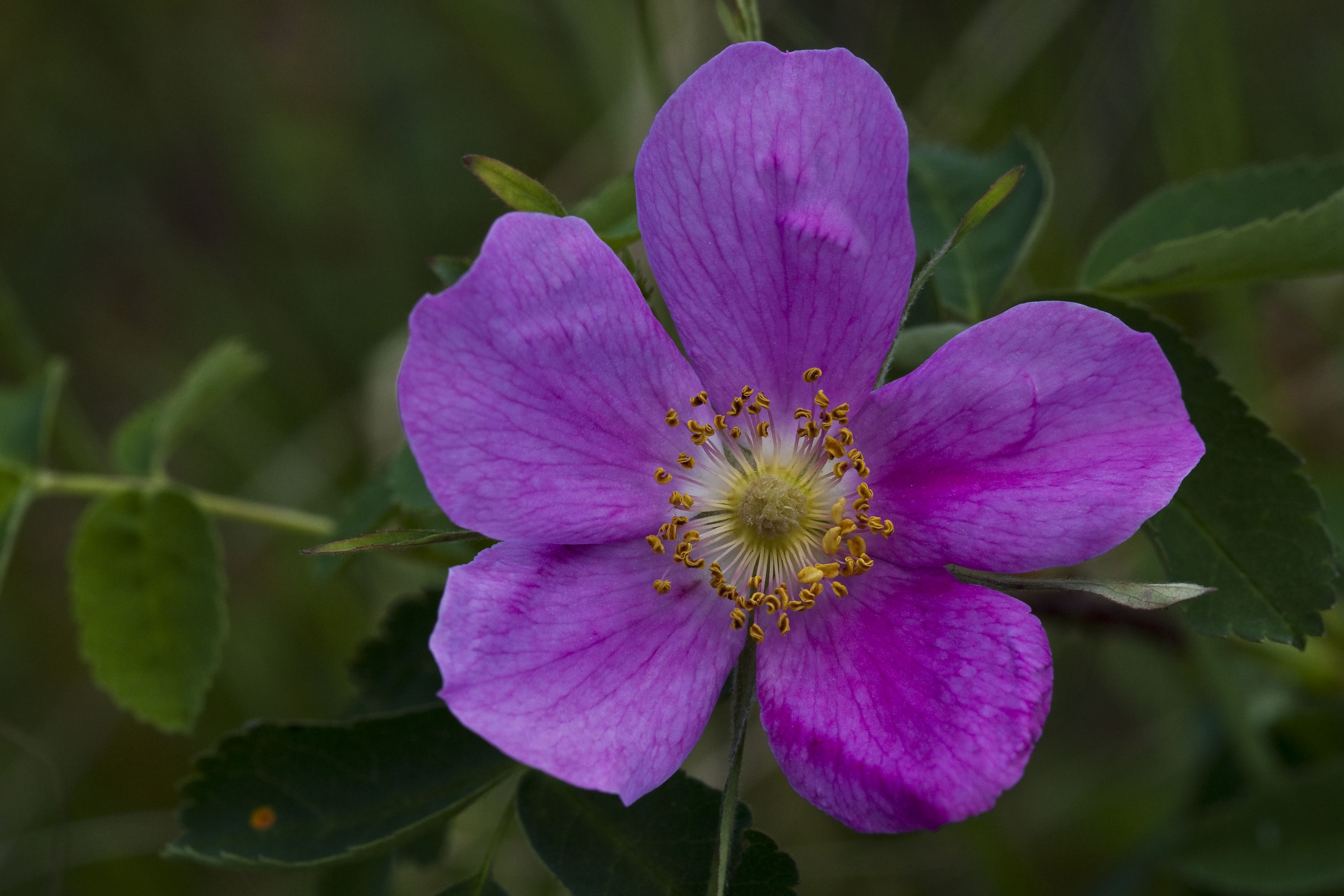
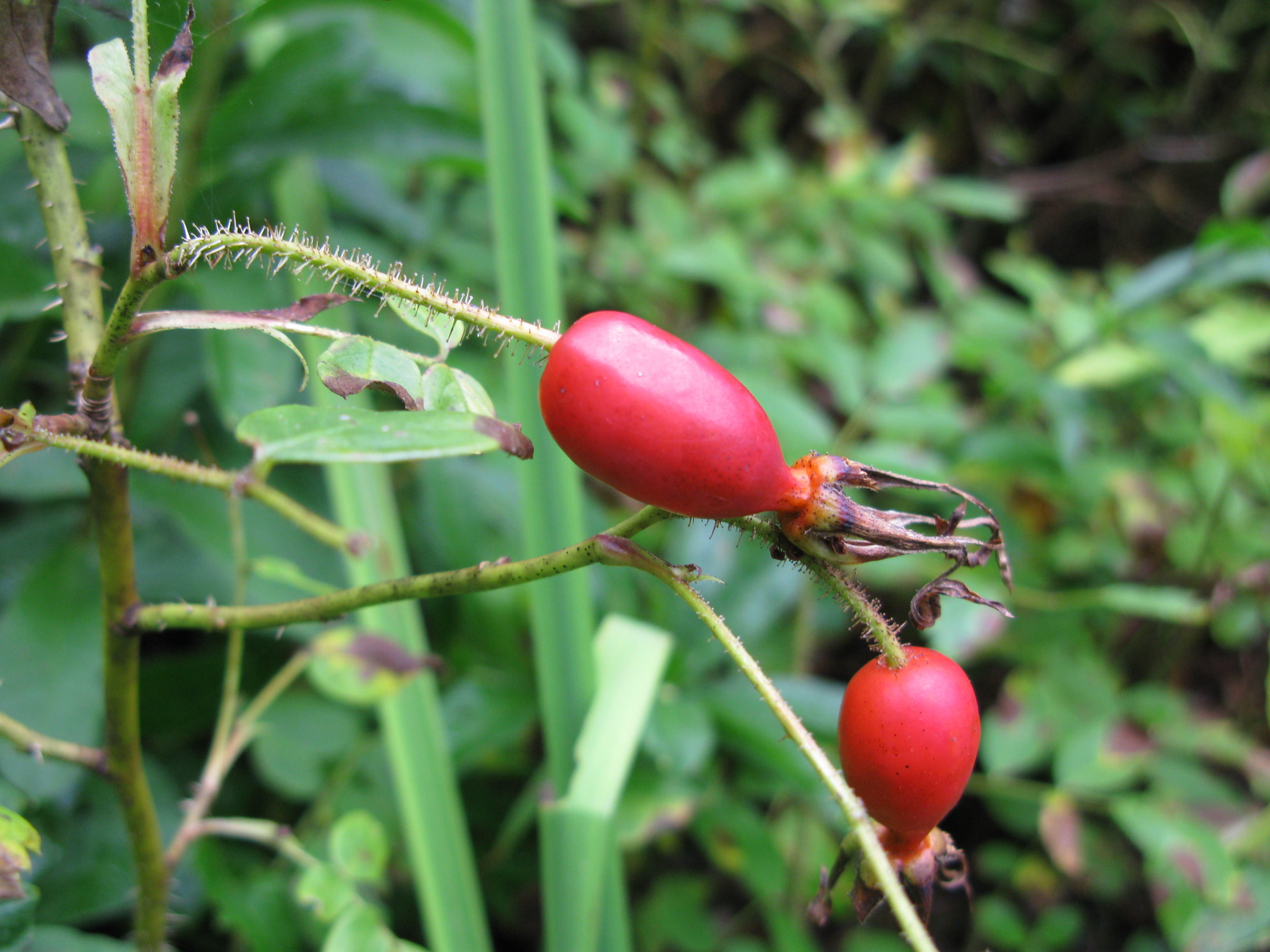
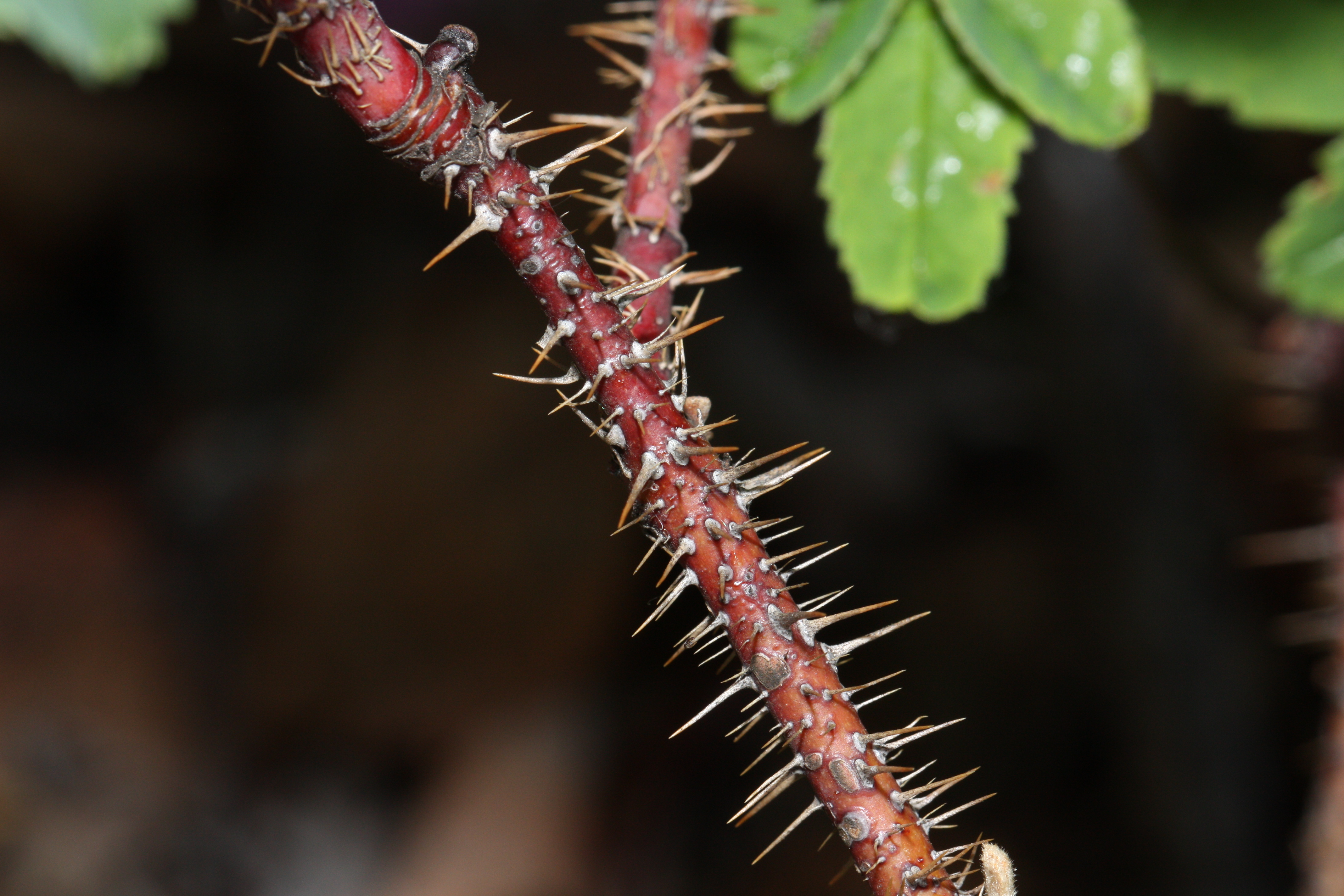